# Luminate
Luminate (до 2020 года — Nielsen SoundScan, затем MRC Data, с марта 2022 — Luminate, официально Luminate Data, LLC) — компания и система маркетинговых исследований для учёта продаж на музыкальном рынке США. Создана в 1991 году крупнейшей международной маркетинговой компанией Nielsen Company (Нью-Йорк). Основной источник информации для составления разнообразных музыкальных хит-парадов журнала Billboard, например таких основных как альбомный чарт Billboard 200 и хит-парад синглов Billboard Hot 100. Включена в международный список чарт-компаний, признанных Международной федерацией производителей фонограмм.
Компания управляет аналитической платформой Music Connect, Broadcast Data Systems (которая отслеживает трансляцию музыки) и Music 360.
В марте 2022 года прошёл новый ребрендинг и компания была переименована в Luminate.

## История
Система была создана в марте 1991 года Mike Fine и Mike Shalett и является официальной методикой для анализа состояния музыкального рынка и рынка видеопродукции в США и Канаде. Является частью крупнейшей маркетинговой компании Nielsen Company (Нью-Йорк; основана в 1923 году инженером Артуром Нильсеном) и входит в её отделение Nielsen Entertainment (вместе с другими подразделениями: Nielsen BookScan, Nielsen Broadcast Data Systems, Nielsen EDI, Nielsen Music Control, Nielsen VideoScan).
Система подсчёта статистики собирает информацию кассовых аппаратов примерно у 14 000 магазинов и супермаркетов (включая онлайновые в интернете), что позволяет учитывать около 90 % всего музыкального рынка США.
Впервые Nielsen SoundScan начала свой подсчёт 1 марта 1991 года. И 25 мая 1991 года журнал Billboard впервые опубликовал свой главный хит-парад самых популярных музыкальных альбомов Billboard 200 и свои чарты кантри-музыки (Country Music charts), основываясь на данных Nielsen SoundScan. Первый основанный на таких же данных список самых популярных синглов и песен Billboard Hot 100 был опубликован несколько позднее, 30 ноября 1991 года. Применяемая ранее методика журнала Billboard была менее точной, так как состояла в обзванивании магазинов, участвующих в старой системе подсчёта. Введение даже называют новой эрой хит-парадов (SoundScan Era) благодаря большей её точности.
1 февраля 2018 года холдинговая компания Eldridge Industries, принадлежащая бывшему президенту Guggenheim Partners Тодду Боэли, объявила о том, что она предоставит свои медиаресурсы, включая журналы Billboard, The Hollywood Reporter и студию Dick Clark Productions (которая проводит разные наградные шоу, включая American Music Awards, Academy of Country Music Awards, Billboard Music Awards, Golden Globe Awards), и объединит их с фирмой MRC (Media Rights Capital) в новую компанию, известную как Valence Media. В октябре 2018 года MRC создала совместное предприятие с агентством United Talent Agency известным как Civic Center Media, которое стремится поддерживать проекты с участием своих членов через MRC.
В декабре 2019 года Valence Media, нынешняя материнская компания журнала «Billboard», приобрела бизнес обработки музыкальных данных Nielsen Holdings, переименовав подразделение Nielsen SoundScan в MRC Data.
В апреле 2020 года было сообщено, что Valence Media будет проводить ребрендинг под названием MRC. Таким образом, MRC Data (до 2020 года — Nielsen SoundScan) стала одним из отделений компании MRC (бывшая Media Rights Capital) наряду с другими отделениями, такими как MRC Film («Достать ножи», «Сладкая парочка», «Малыш на драйве»), MRC Non-Fiction, MRC Television (Озарк, Чужак), MRC Live & Alternative (включая Dick Clark Productions), MRC Media & Info (включая журналы Billboard, Vibe и The Hollywood Reporter). Ребрендинг был завершен в июле 2020 года.
В марте 2022 года произошёл ребрендинг и переименование MRC Data в Luminate. Компания будет предлагать тот же набор данных, охватывающий продажи музыки, музыкальные чарты Billboard, потребление и взаимодействие с потребителями, а также производственные метаданные о кино- и телебизнесе, продолжая при этом создавать или включать дополнительные полностью проверенные источники данных. Изменение названия и бренда связывают с тем, что она расширяется в сфере развлечений. Новый бренд и название заменило многое из того, что известно за более чем 30-летнюю историею Luminate, которая объединяет BDS Radio, MRC Data, SoundScan, Music Connect, Alpha Data и Variety Business Intelligence. Юридически Luminate, ранее называвшаяся P-MRC Data, является совместным предприятием Penske Media Corporation (Variety, Rolling Stone, Vibe, Billboard) и MRC (Ozark, Knives Out, Baby Driver, MRC Live & Alternative). Например, журнал Billboard всю информацию для своих чартов теперь получает под маркой Luminate (в первое время он даже уточнял, что это бывшая MRC Data). В августе 2022 года слияние с MRC было расторгнуто, и компания Eldridge Industries получила в единоличное владение свою долю в PMRC.
В январе 2023 года Luminate — независимая компания, принадлежащая PME TopCo, дочерней компании PMC и совместному предприятию Penske Media Corporation и Eldridge. Billboard — независимая компания, принадлежащая PME Holdings, дочерней компании PME TopCo.

## Регистрация для подсчёта
Любая музыкальная продукция (альбом, сингл, видео), имеющая свой собственный уникальный штрихкод (UPC) или Международный стандартный номер аудио/видео записи (ISRC), может быть зарегистрирована для участия в системе общего отслеживания и подсчёта продаж на музыкальном рынке, проводимом Nielsen SoundScan.